# Kazimierz Miaskowski
Kazimierz Miaskowski (ur. 30 czerwca 1875 w Poznaniu, zm. 21 listopada 1947 tamże) – polski historyk Kościoła katolickiego, bibliotekoznawca, teolog, nauczyciel, członek Komisji Teologicznej PTPN, współpracownik Komisji Historii Literatury Polskiej PAU, ksiądz katolicki.

## Życiorys
Urodzony z Macieja i Marii z Chłapowskich. Ukończył gimnazjum w Nakle, a potem (w wieku 19 lat) wstąpił do poznańskiego Seminarium Duchownego. Od 1897 studiował na Wydziale Teologicznym Uniwersytetu Wrocławskiego. Tam również się doktoryzował na podstawie pracy Die Korrespondenz des Erasmus von Rotterdam mit Polen (Korespondencja Erazma z Rotterdamu z Polakami). 6 lutego 1898 otrzymał święcenia kapłańskie. Od 1902 był nauczycielem w Gimnazjum Marii Magdaleny w Poznaniu, a od 1904 przeniósł się do Ostrowa koło Gniewkowa, gdzie przez trzydzieści lat był proboszczem. W pierwszych latach kapłaństwa zachorował na poważną chorobę oczu, co uniemożliwiło mu z czasem pisanie. Rozprawy i publikacje dyktować więc musiał lektorowi. W czasie II wojny światowej został wysiedlony do Generalnego Gubernatorstwa, skąd w 1945 powrócił. Zmarł w 1947.

## Publikacje
Wybrane prace:
- Z Biblioteki Seminarium Duchownego w Poznaniu (1904, 1907)[1],
- Z młodych lat Stanisława Hozjusza (1904)[1],
- Kanonicy katedralni poznańscy instalowani w latach 1524-1532 (1904[1], praca miała charakter przełomowy[2]),
- Piotr Rydzyński i polemika jego z Hessem (1905)[1],
- Piotr Wedeliciusz z Obornik (1908)[3],
- Czy Rej piastował jaki urząd? (1908)[4]
- Nieznany przyczynek do dziejów inkwizycji w Polsce w XV w. (1911)[1],
- Z dziejów rodziny Łaskich (1929-1933)[5],